# Justicia rubroviolacea
Justicia rubroviolacea är en akantusväxtart som beskrevs av Raymond Benoist. Justicia rubroviolacea ingår i släktet Justicia och familjen akantusväxter. Inga underarter finns listade i Catalogue of Life.